# Ljubeljska ulica, Ljubljana
Ljubeljska ulica je ena izmed ulic v Zgornji Šiški (Mestna občina Ljubljana). 

## Poimenovanje
Ulica je bila uradno poimenovana 3. maja 1938. 

## Urbanizem
Prične se na križišču s Celovško cesto, kmalu pa jo preseka Gorazdova ulica. Cesta nato nadaljuje pot, nakar se razcepi v dva kraka: eden se priključi na Listrojsko cesto, medtem ko se drugi slepo konča.